# Велян Джиков
Велян Иванов Джиков е български юрист и общественик от Македония.

## Биография
Велян Джиков е роден на 30 август 1878 година в град Крушево, тогава в Османската империя. В 1900 година завърша с петнадесетия випуск Солунската българска мъжка гимназия. В 1905 година завършва право в Софийския университет. Работи като съдия. Същевременно е активен участник в делата на македонската емиграция в България и активист на Крушевското македонско благотворително братство.